# Phrixothrix reducticornis
Phrixothrix reducticornis är en skalbaggsart som beskrevs av Wittmer 1963. Phrixothrix reducticornis ingår i släktet Phrixothrix och familjen Phengodidae. Inga underarter finns listade i Catalogue of Life.